# ATP de Båstad
O ATP de Båstad – ou Nordea Open, na última edição – é um torneio de tênis profissional masculino, de categoria ATP 250.
Realizado em Båstad, na Suécia, estreou antes da era aberta, em 1968. Os jogos são disputados em quadras de saibro durante o mês de julho.

## Finais

### Simples
| Ano                                                         | Campeão              | Vice-campeão          | Resultado          |
| ----------------------------------------------------------- | -------------------- | --------------------- | ------------------ |
| 2024                                                        | Nuno Borges          | Rafael Nadal          | 6–3, 6–2           |
| 2023                                                        | Andrey Rublev        | Casper Ruud           | 7–63, 6–0          |
| 2022                                                        | Francisco Cerúndolo  | Sebastián Báez        | 7–64, 6–2          |
| 2021                                                        | Casper Ruud          | Federico Coria        | 6–3, 6–3           |
| Torneio não realizado em 2020 devido à pandemia de COVID-19 |                      |                       |                    |
| 2019                                                        | Nicolás Jarry        | Juan Ignacio Londero  | 7–67, 6–4          |
| 2018                                                        | Fabio Fognini        | Richard Gasquet       | 6–3, 3–6, 6–1      |
| 2017                                                        | David Ferrer         | Alexandr Dolgopolov   | 6–4, 6–4           |
| 2016                                                        | Albert Ramos-Viñolas | Fernando Verdasco     | 6–3, 6–4           |
| 2015                                                        | Benoît Paire         | Tommy Robredo         | 7–67, 6–3          |
| 2014                                                        | Pablo Cuevas         | João Sousa            | 6–2, 6–1           |
| 2013                                                        | Carlos Berlocq       | Fernando Verdasco     | 7–5, 6–1           |
| 2012                                                        | David Ferrer         | Nicolás Almagro       | 6–2, 6–2           |
| 2011                                                        | Robin Söderling      | David Ferrer          | 6–2, 6–2           |
| 2010                                                        | Nicolás Almagro      | Robin Söderling       | 7–5, 3–6, 6–2      |
| 2009                                                        | Robin Söderling      | Juan Mónaco           | 6–3, 7–64          |
| 2008                                                        | Tommy Robredo        | Tomáš Berdych         | 6–4, 6–1           |
| 2007                                                        | David Ferrer         | Nicolás Almagro       | 6–1, 6–2           |
| 2006                                                        | Tommy Robredo        | Nikolay Davydenko     | 6–2, 6–1           |
| 2005                                                        | Rafael Nadal         | Tomáš Berdych         | 2–6, 6–2, 6–4      |
| 2004                                                        | Mariano Zabaleta     | Gastón Gaudio         | 6–1, 4–6, 7–64     |
| 2003                                                        | Mariano Zabaleta     | Nicolás Lapentti      | 6–3, 6–4           |
| 2002                                                        | Carlos Moyà          | Younes El Aynaoui     | 6–3, 2–6, 7–5      |
| 2001                                                        | Andrea Gaudenzi      | Bohdan Ulihrach       | 7–5, 6–3           |
| 2000                                                        | Magnus Norman        | Andreas Vinciguerra   | 6–1, 7–66          |
| 1999                                                        | Juan Antonio Marín   | Andreas Vinciguerra   | 6–3, 7–64          |
| 1998                                                        | Magnus Gustafsson    | Andrei Medvedev       | 6–2, 6–3           |
| 1997                                                        | Magnus Norman        | Juan Antonio Marín    | 7–5, 6–2           |
| 1996                                                        | Magnus Gustafsson    | Andrei Medvedev       | 6–1, 6–3           |
| 1995                                                        | Fernando Meligeni    | Christian Ruud        | 6–4, 6–4           |
| 1994                                                        | Bernd Karbacher      | Horst Skoff           | 6–4, 6–3           |
| 1993                                                        | Horst Skoff          | Ronald Agenor         | 7–5, 1–6, 6–0      |
| 1992                                                        | Magnus Gustafsson    | Tomás Carbonell       | 5–7, 7–5, 6–4      |
| 1991                                                        | Magnus Gustafsson    | Alberto Mancini       | 6–1, 6–2           |
| 1990                                                        | Richard Fromberg     | Magnus Larsson        | 6–2, 7–6           |
| 1989                                                        | Paolo Canè           | Bruno Oresar          | 7–6, 7–6           |
| 1988                                                        | Marcelo Filippini    | Francesco Cancellotti | 2–6, 6–4, 6–4      |
| 1987                                                        | Joakim Nyström       | Stefan Edberg         | 4–6, 6–0, 6–3      |
| 1986                                                        | Emilio Sánchez       | Mats Wilander         | 7–6, 4–6, 6–4      |
| 1985                                                        | Mats Wilander        | Stefan Edberg         | 6–1, 6–0           |
| 1984                                                        | Henrik Sundström     | Anders Järryd         | 3–6, 7–5, 6–3      |
| 1983                                                        | Mats Wilander        | Anders Järryd         | 6–1, 6–2           |
| 1982                                                        | Mats Wilander        | Henrik Sundström      | 6–4, 6–4           |
| 1981                                                        | Thierry Tulasne      | Anders Järryd         | 6–2, 6–3           |
| 1980                                                        | Balázs Taróczy       | Tony Giammalva        | 6–3, 3–6, 7–6      |
| 1979                                                        | Björn Borg           | Balázs Taróczy        | 6–1, 7–5           |
| 1978                                                        | Björn Borg           | Corrado Barazzutti    | 6–1, 6–2           |
| 1977                                                        | Corrado Barazzutti   | Balázs Taróczy        | 7–6, 6–7, 6–2      |
| 1976                                                        | Antonio Zugarelli    | Corrado Barazzutti    | 4–6, 7–5, 6–2      |
| 1975                                                        | Manuel Orantes       | José Higueras         | 6–0, 6–3           |
| 1974                                                        | Björn Borg           | Adriano Panatta       | 6–3, 6–0, 6–7, 6–3 |
| 1973                                                        | Stan Smith           | Manuel Orantes        | 6–4, 6–2, 7–6      |
| 1972                                                        | Manuel Orantes       | Ilie Năstase          | 6–4, 6–3, 6–1      |
| 1971                                                        | Ilie Năstase         | Jan Leschly           | 6–7, 6–2, 6–1, 6–4 |
| 1970                                                        | Dick Crealy          | Georges Goven         | 6–3, 6–1, 6–1      |
| 1969                                                        | Manuel Santana       | Ion Ţiriac            | 8–6, 6–4, 6–1      |

### Duplas
| Ano                                                         | Campeões                             | Vice-campeões                         | Resultado         |
| ----------------------------------------------------------- | ------------------------------------ | ------------------------------------- | ----------------- |
| 2024                                                        | Orlando Luz Rafael Matos             | Manuel Guinard Grégoire Jacq          | 7–5, 6–4          |
| 2023                                                        | Gonzalo Escobar Aleksandr Nedovyesov | Francisco Cabral Rafael Matos         | 6–2, 6–2          |
| 2022                                                        | Rafael Matos David Vega Hernández    | Simone Bolelli Fabio Fognini          | 6–4, 3–6, [13–11] |
| 2021                                                        | Sander Arends David Pel              | Andre Begemann Albano Olivetti        | 6–4, 6–2          |
| Torneio não realizado em 2020 devido à pandemia de COVID-19 |                                      |                                       |                   |
| 2019                                                        | Sander Gillé Joran Vliegen           | Federico Delbonis Horacio Zeballos    | 56–7, 7–5, [10–5] |
| 2018                                                        | Julio Peralta Horacio Zeballos       | Simone Bolelli Fabio Fognini          | 6–3, 6–4          |
| 2017                                                        | Julian Knowle Philipp Petzschner     | Sander Arends Matwé Middelkoop        | 6–2, 3–6, [10–7]  |
| 2016                                                        | Marcel Granollers David Marrero      | Marcus Daniell Marcelo Demoliner      | 6–2, 6–3          |
| 2015                                                        | Jérémy Chardy Łukasz Kubot           | Juan Sebastián Cabal Robert Farah     | 66–7, 6–3, [10–8] |
| 2014                                                        | Johan Brunström Nicholas Monroe      | Jérémy Chardy Oliver Marach           | 4–6, 7–65, [10–7] |
| 2013                                                        | Nicholas Monroe Simon Stadler        | Carlos Berlocq Albert Ramos           | 6–2, 3–6, [10–3]  |
| 2012                                                        | Robert Lindstedt Horia Tecău         | Alexander Peya Bruno Soares           | 6–3, 7–65         |
| 2011                                                        | Robert Lindstedt Horia Tecău         | Simon Aspelin Andreas Siljeström      | 6–3, 6–3          |
| 2010                                                        | Robert Lindstedt Horia Tecău         | Andreas Seppi Simone Vagnozzi         | 6–4, 7–5          |
| 2009                                                        | Jaroslav Levinsky Filip Polasek      | Robert Lindstedt Robin Söderling      | 1–6, 6–3, [10–7]  |
| 2008                                                        | Jonas Björkman Robin Söderling       | Johan Brunström Jean-Julien Rojer     | 6–2, 6–2          |
| 2007                                                        | Simon Aspelin Julian Knowle          | Martín García Sebastián Prieto        | 6–2, 6–4          |
| 2006                                                        | Jonas Björkman Thomas Johansson      | Christopher Kas Oliver Marach         | 6–3, 4–6, [10–4]  |
| 2005                                                        | Jonas Björkman Joachim Johansson     | José Acasuso Sebastián Prieto         | 6–2 6–3           |
| 2004                                                        | Mahesh Bhupathi Jonas Björkman       | Simon Aspelin Todd Perry              | 4–6, 7–62, 7–66   |
| 2003                                                        | Simon Aspelin Massimo Bertolini      | Lucas Arnold Ker Mariano Hood         | 36–7, 6–0, 6–4    |
| 2002                                                        | Jonas Björkman Todd Woodbridge       | Paul Hanley Michael Hill              | 7–66, 6–4         |
| 2001                                                        | Karsten Braasch Jens Knippschild     | Simon Aspelin Andrew Kratzmann        | 7–63, 4–6, 7–65   |
| 2000                                                        | Nicklas Kulti Mikael Tillström       | Andrea Gaudenzi Diego Nargiso         | 4–6, 6–2, 6–3     |
| 1999                                                        | David Adams Jeff Tarango             | Nicklas Kulti Mikael Tillström        | 7–66, 6–4         |
| 1998                                                        | Magnus Gustafsson Magnus Larsson     | Lan Bale Piet Norval                  | 6–4, 6–2          |
| 1997                                                        | Nicklas Kulti Mikael Tillström       | Magnus Gustafsson Magnus Larsson      | 6–0, 6–3          |
| 1996                                                        | David Ekerot Jeff Tarango            | Joshua Eagle Peter Nyborg             | 6–4, 3–6, 6–4     |
| 1995                                                        | Jan Apell Jonas Björkman             | Jon Ireland Andrew Kratzmann          | 6–3, 6–0          |
| 1994                                                        | Jan Apell Jonas Björkman             | Nicklas Kulti Mikael Tillström        | 6–2, 6–3          |
| 1993                                                        | Henrik Holm Anders Järryd            | Brian Devening Tomas Nydahl           | 6–1, 3–6, 6–3     |
| 1992                                                        | Tomás Carbonell Christian Miniussi   | Christian Bergström Magnus Gustafsson | 6–4, 7–5          |
| 1991                                                        | Ronnie Bathman Rikard Bergh          | Magnus Gustafsson Anders Järryd       | 6–4, 6–4          |
| 1990                                                        | Ronnie Bathman Rikard Bergh          | Jan Gunnarsson Udo Riglewski          | 6–1, 6–4          |
| 1989                                                        | Per Henricsson Nicklas Utgren        | Josef Čihák Karel Novacek             | 7–5, 6–2          |
| 1988                                                        | Patrick Baur Udo Riglewski           | Stefan Edberg Nicklas Kroon           | 6–7, 6–1, 6–4     |
| 1987                                                        | Stefan Edberg Anders Järryd          | Emilio Sánchez Javier Sánchez         | 7–6, 6–3          |
| 1986                                                        | Sergio Casal Emilio Sánchez          | Craig Campbell Joey Rive              | 6–4, 6–2          |
| 1985                                                        | Stefan Edberg Anders Järryd          | Sergio Casal Emilio Sánchez           | 6–0, 7–6          |
| 1984                                                        | Jan Gunnarsson Michael Mortensen     | Juan Avendano Fernando Roese          | 6–0, 6–0          |
| 1983                                                        | Joakim Nyström Mats Wilander         | Anders Järryd Hans Simonsson          | 1–6, 7–6, 7–6     |
| 1982                                                        | Anders Järryd Hans Simonsson         | Joakim Nyström Mats Wilander          | 0–6, 6–3, 7–6     |
| 1981                                                        | Mark Edmondson John Fitzgerald       | Anders Järryd Hans Simonsson          | 2–6, 7–5, 6–0     |
| 1980                                                        | Heinz Günthardt Markus Günthardt     | John Feaver Peter McNamara            | 6–4, 6–4          |
| 1979                                                        | Heinz Günthardt Bob Hewitt           | Mark Edmondson John Marks             | 6–2, 6–2          |
| 1978                                                        | Bob Carmichael Mark Edmondson        | Peter Szoke Balázs Taróczy            | 7–5, 6–4          |
| 1977                                                        | Mark Edmondson John Marks            | Jean-Louis Haillet François Jauffret  | 6–4, 6–0          |
| 1976                                                        | Fred McNair Sherwood Stewart         | Wojtek Fibak Juan Gisbert             | 6–3, 6–4          |
| 1975                                                        | Ove Nils Bengtson Björn Borg         | Juan Gisbert Manuel Orantes           | 7–6, 7–5          |
| 1974                                                        | Paolo Bertolucci Adriano Panatta     | Ove Nils Bengtson Björn Borg          | 6–3, 2–6, 6–3     |
| 1973                                                        | Nikola Pilić Stan Smith              | Bob Carmichael Frew McMillan          | 2–6, 6–4, 6–4     |
| Final não realizada em 1972                                 |                                      |                                       |                   |
| 1971                                                        | Ilie Năstase Ion Ţiriac              | Jaime Pinto-Bravo Butch Seewagen      | 7–6, 6–1          |
| 1970                                                        | Dick Crealy Allan Stone              | Željko Franulović Jan Kodeš           | 6–2, 2–6, 12–10   |
| 1969                                                        | Ilie Năstase Ion Ţiriac              | Manuel Orantes Manuel Santana         | 6–3, 6–4          |